# Grand Prix Möbel Alvisse
Il Grand Prix Möbel Alvisse era una corsa in linea maschile di ciclismo su strada che si disputò in Lussemburgo ogni anno dal 2005 al 2008. Nel 2005 e nel 2006 fece parte del calendario dell'UCI Europe Tour come evento di classe 1.2, mentre nei due anni successivi fu disputato come criterium.

## Albo d'oro
Aggiornato all'edizione 2005.
| Anno | Vincitore         | Secondo        | Terzo                 |
| ---- | ----------------- | -------------- | --------------------- |
| 2005 | James Lewis Perry | Arno Wallaard  | Jean-Claude Lebeau    |
| 2006 | Gabriel Rasch     | Wolfram Wiese  | Christopher Myhre     |
| 2007 | Hakan Nilsson     | Christian Poos | Christian Alex Hansen |
| 2008 | Fredrik Johansson | Eddy Forner    | Frederik Penne        |